# Karl Czernetz
Karl Czernetz (né le 12 février 1910 et mort le 3 août 1978, à Vienne) est un homme politique autrichien, secrétaire international du SPÖ.